# آناتولی پولیشچوک
آناتولی پولیشچوک (اوکراینی: Анатолій Антонович Поліщук؛ ۱۱ ژانویهٔ ۱۹۵۰ – ۷ ژوئن ۲۰۱۶) بازیکن والیبال اوکراینی‌تبار اهل اتحاد جماهیر شوروی بود.
از باشگاه‌هایی که در آن بازی کرده‌است می‌توان به باشگاه والیبال زسکا مسکو اشاره کرد.